# Selbsthemmung

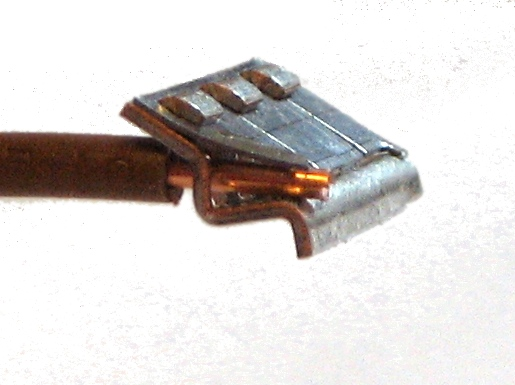
Typische Federkraftklemme. Die als Feder ausgeführte Zunge wirkt gegen Auszug des Leiters. Bei dem sich einstellenden Anstellwinkel zum Leiter bewirkt Zug auf den Leiter durch Haftreibung eine proportionale Vergrößerung des Anpressdrucks auf den Leiter, was ein Rutschen verhindert.

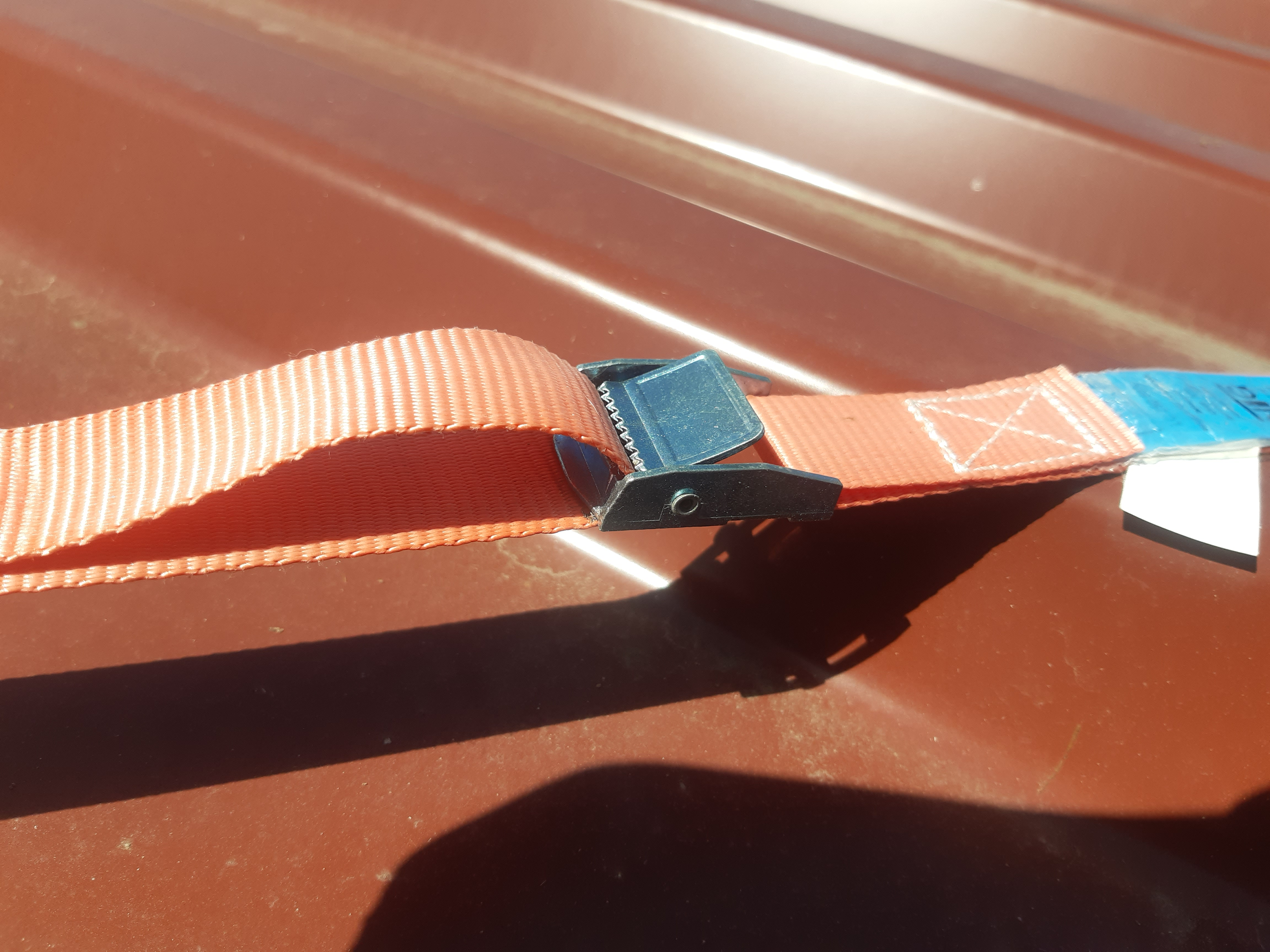
Spanngurt mit Klemmverschluss

Selbsthemmung beschreibt in der Mechanik den durch Reibung verursachten Widerstand gegen ein Verrutschen oder ein Verdrehen zweier aneinander liegender Körper. Sobald die Haftreibung überschritten ist, sind die Körper nicht mehr selbsthemmend.
Die Selbsthemmung wird beeinflusst durch
- den Neigungswinkel
- die Oberflächenrauigkeit der Auflageflächen
- die Werkstoffpaarung
- den Schmierstoff
- die Erwärmung.

Um Selbsthemmung zu erreichen, wird der resultierende Winkel kleiner als der Arcustangens der Haftreibungszahl ausgeführt.
Dieses System ist widerstandsfähig gegen Lockerung der Verbindung bei dynamisch wechselnden äußeren Beanspruchungen durch Schwingungen.

## Schraubverbindungen
Bei Schrauben besteht statische Selbsthemmung, wenn der Steigungswinkel der Gewindeflanke kleiner als der Arcustangens der Gleitreibzahl der Materialpaarung Gewindebolzen und Gewindemutter ist.
Bei dynamisch beanspruchten Schrauben kann dies allein wegen zeitweiliger Aufhebung der Vorspannung nicht ausreichend sein. Damit die Vorspannung der Schraubverbindung stets erhalten bleibt, werden Dehnschrauben verwendet oder der Schraubenschaft wird möglichst lang ausgeführt und mit einem für den Anwendungsfall rechnerisch zu ermittelnden definierten Drehmoment angezogen.
Sollten ausreichende Schaftlängen (Klemmlänge) konstruktiv nicht möglich sein, wird die nötige Erhöhung der Reibung bei Bewegungsschrauben durch kleine Steigungswinkel und bei Verbindungsschrauben zusätzlich durch elastisches Verformen innerhalb des Gewindes beim Einschrauben sowie ein Vorspannen der Schraube durch Anziehen erreicht.
Typische Beispiele, bei denen ein selbständiges Lösen verhindert werden soll, sind wirksame Schraubensicherungen, Kegelaufnahmen oder Welle-Nabe-Verbindungen mittels eines Keils. Die Konstruktion fällt je nach Anwendungsfall sehr unterschiedlich aus.

## Getriebe, Bewegungsgewinde

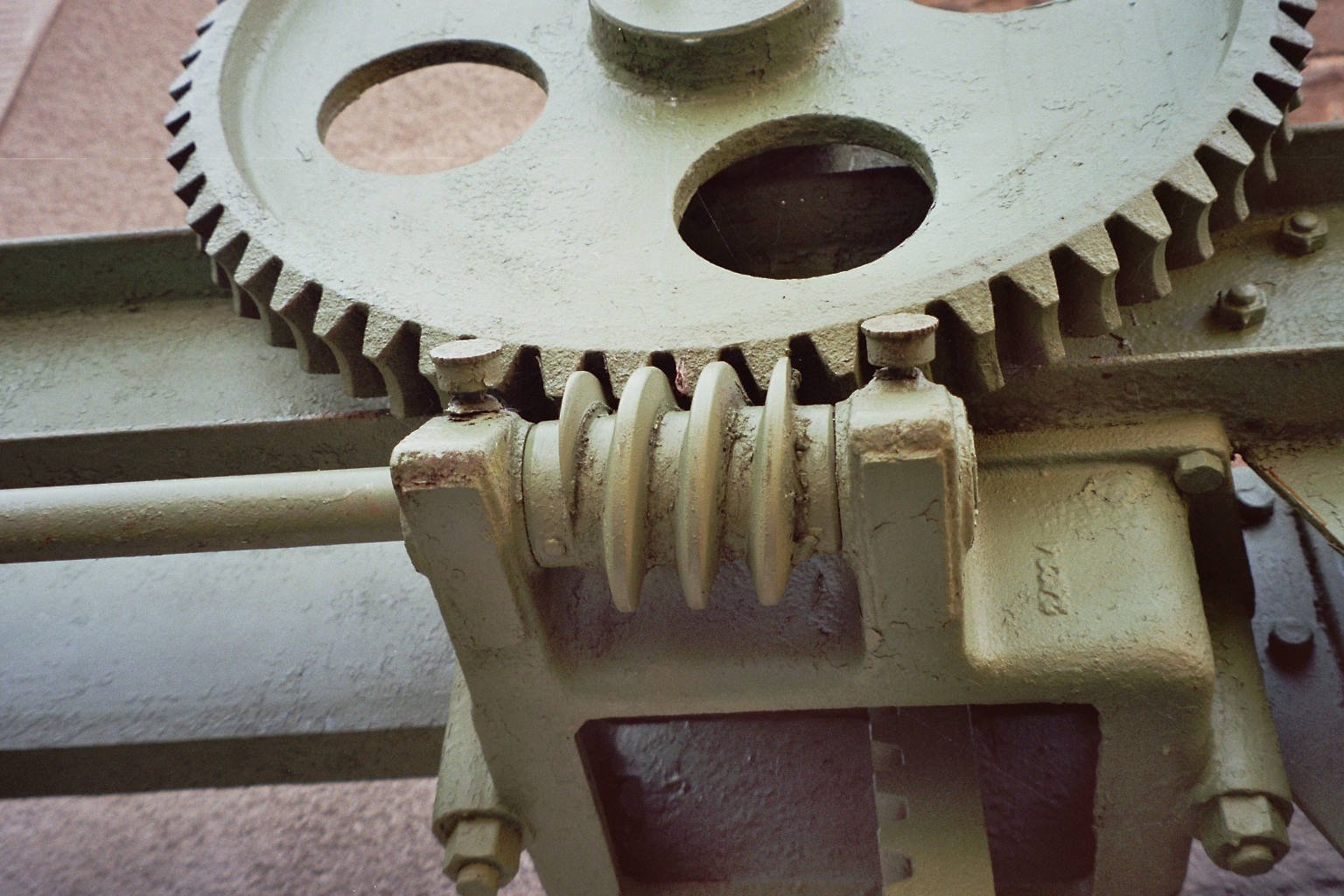
Selbsthemmendes Schneckengetriebe

Bei Getrieben wird der gleiche Effekt durch hohe Übersetzungen und Trägheitsmomente oder kleine Wirkungsgrade erreicht. Ein Getriebe ist selbsthemmend, wenn es sich über die Antriebswelle, aber nicht über die Abtriebswelle antreiben lässt. Vor allem Schneckengetriebe können diese Anforderung erfüllen, wenn der Steigungswinkel kleiner ist als der wirksame Winkel des Reibkegels.
Des Weiteren unterscheidet man bei Getrieben und Gewindespindeln:
- dynamische Selbsthemmung oder auch Selbstbremsung: Der Antrieb bleibt sofort oder nach kurzer Zeit stehen, auch wenn an der Abtriebsseite noch ein Drehmoment wirkt.
In Schneckengetrieben muss der Steigungswinkel kleiner als der Winkel des Reibkegels bei Gleitreibung sein. In der Regel wird dies bei Schneckengetrieben mit einem Wirkungsgrad kleiner 0,5 erreicht; andere Getriebe wie Stirnradgetriebe sind auch bei Wirkungsgraden unter 0,5 nicht selbsthemmend.
Der Effekt darf in sicherheitsrelevanten Bereichen wie Aufzügen und Förderanlagen und bei Positioniervorrichtungen auf keinen Fall eine Bremse ersetzen, da die Selbsthemmung bereits bei kleinen Stößen oder Vibrationen aufgehoben werden kann.
- statische Selbsthemmung: Der Antrieb bleibt nur in Ruhelage zuverlässig stehen, aber nicht bei Abschalten des Motors und anhängender Last abtriebseitig.

Der Effekt, dass ein bestimmtes Lastmoment nötig ist, um über die Übersetzung des Getriebes im Rückwärtsbetrieb die antriebsseitige Reibung oder ein antriebsseitiges Rastmoment zu überwinden, zeigt zwar eine ähnliche Wirkung, gilt aber nicht als Selbsthemmung.

## Keile, Kegel

Animation zum Reibungskegel, zum Beispiel an einer Säulenbohrmaschine

Keile und Kegel müssen einen kleineren Halbwinkel als der Arcustangens der Haftreibungszahl zwischen Keil und zu verkeilenden Werkstück aufweisen, um die nötige Spannkraft und damit Selbsthemmung zu erreichen:
{\displaystyle \alpha /2<\arctan(\mu )}
So werden z. B. auf CNC-Werkzeugmaschinen zur Werkzeugaufnahme Steilkegel verwendet, da Morsekegel aufgrund des ausgeführten Kegelwinkels selbsthemmend wirken und sich mit ihnen ein automatischer Werkzeugwechsel problematisch gestalten kann.

## Anwendungen

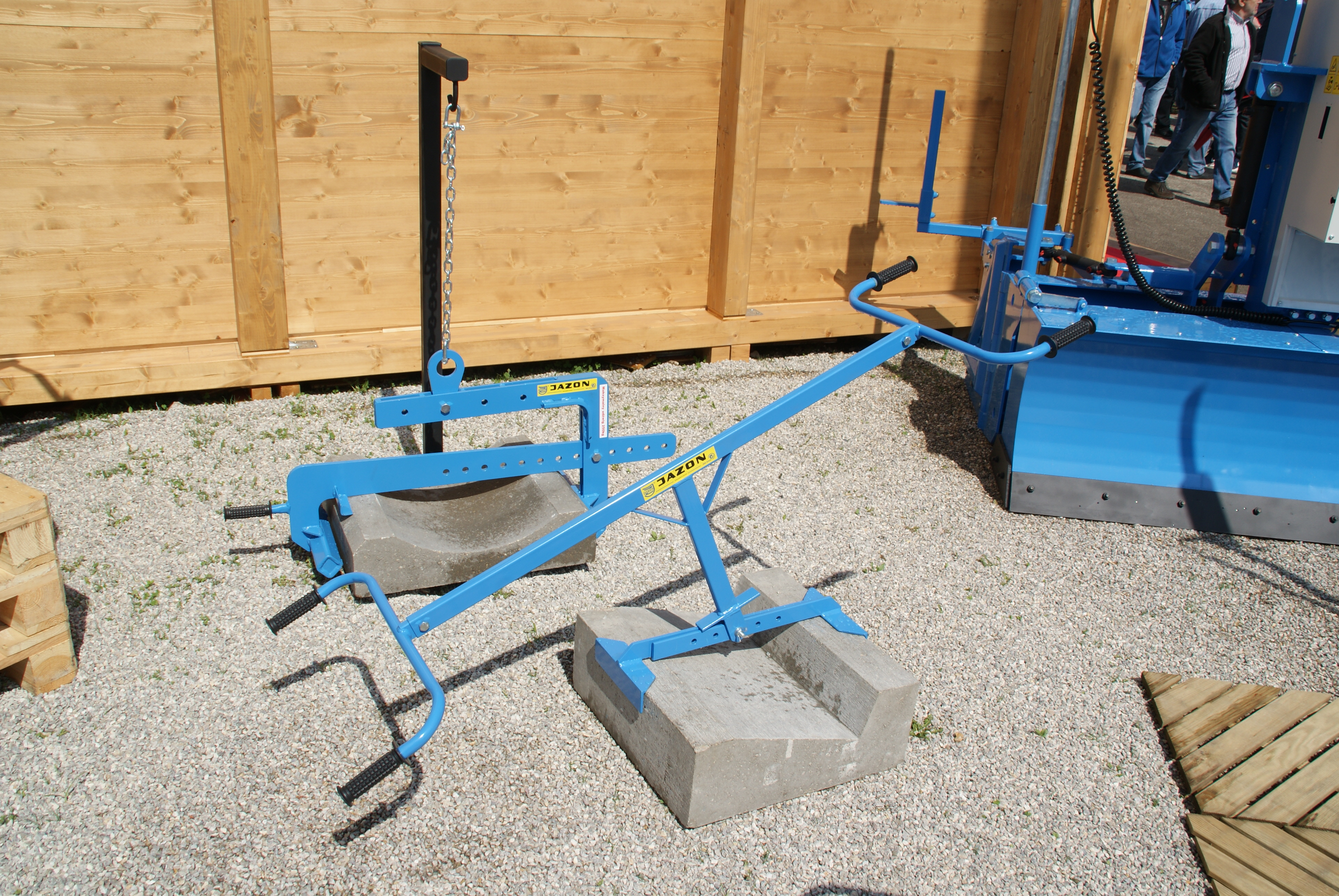
Betonsteinzangen

- In Federkraftklemmen bewirkt die Selbsthemmung, dass ein Zug am Kabel die elektrische Verbindung nicht lösen kann.
- Manche Freilaufnaben in Fahrrädern erreichen die Blockade in Sperrrichtung durch Selbsthemmung.
- Fingerfalle
- Schraubzwingen
- Klemmzwingen
- Steigklemme